# Ansted
Ansted és una població dels Estats Units a l'estat de Virgínia de l'Oest. Segons el cens del 2000 tenia 1.576 habitants.

## Demografia
Segons el cens del 2000, Ansted tenia 1.576 habitants, 631 habitatges, i 436 famílies. La densitat de població era de 362,2 habitants per km².
Dels 631 habitatges en un 31,2% hi vivien nens de menys de 18 anys, en un 50,4% hi vivien parelles casades, en un 14,7% dones solteres, i en un 30,9% no eren unitats familiars. En el 29,2% dels habitatges hi vivien persones soles el 17,1% de les quals corresponia a persones de 65 anys o més que vivien soles. El nombre mitjà de persones vivint en cada habitatge era de 2,4 i el nombre mitjà de persones que vivien en cada família era de 2,95.
Per edats la població es repartia de la següent manera: un 23,1% tenia menys de 18 anys, un 9,1% entre 18 i 24, un 23,7% entre 25 i 44, un 24,4% de 45 a 60 i un 19,7% 65 anys o més.
L'edat mediana era de 41 anys. Per cada 100 dones de 18 o més anys hi havia 80,9 homes.
La renda mediana per habitatge era de 25.028 $ i la renda mediana per família de 28.938 $. Els homes tenien una renda mediana de 25.682 $ mentre que les dones 17.500 $. La renda per capita de la població era de 15.671 $. Entorn del 20,7% de les famílies i el 23% de la població estaven per davall del llindar de pobresa.

## Poblacions més properes
El següent diagrama mostra les poblacions més properes.